# Macoma indentata
Macoma indentata är en musselart som beskrevs av Carpenter 1864. Macoma indentata ingår i släktet Macoma och familjen Tellinidae. Inga underarter finns listade i Catalogue of Life.